# Hamida Banu Begum
Hamida Banu Begum (1527 - 1604) fue esposa del segundo emperador mogol, Humayun, y la madre del emperador Akbar. Ella encargó la construcción del mausoleo de Humayun construida por artesanos de Persia y del Indostán.

## Familia

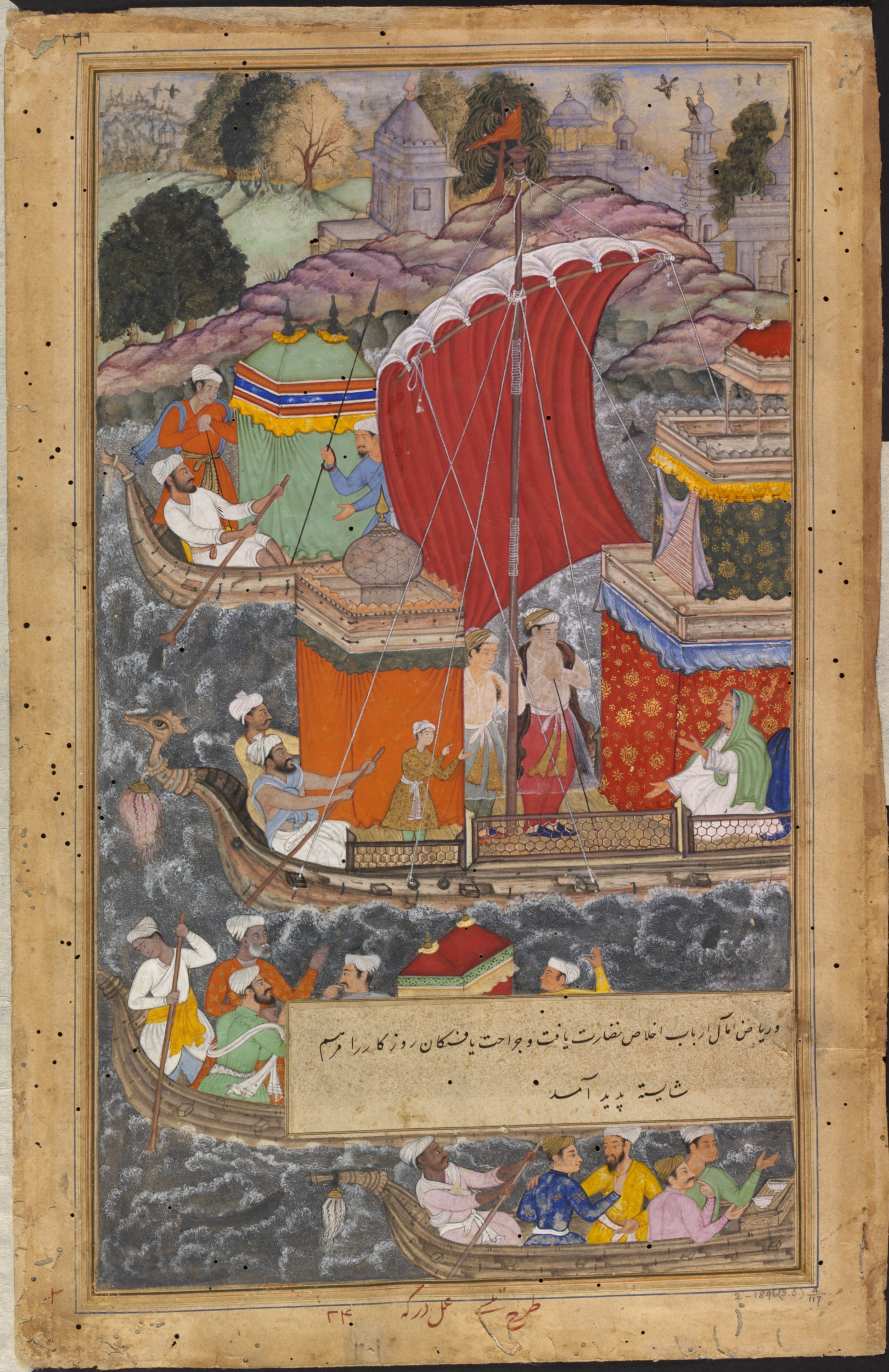
Hamida Banu Begum viajando en barco hacia Agra.

Hamida nació en 1524, fue hija de Shaikh Ali Akbar Jami, un persa Chií y amigo y preceptor del príncipe mogol Hindal Mirza (el hijo menor del emperador Babur). Su madre fue Mahna Afraz Begum. Como sugiere su linaje, Hamida era una devota musulmana.

## Conociendo a Humayun
Ella conoció a Humayun cuando tenía 17 años, mientras frecuentaba la casa del príncipe Mirza Hindal, en un banquete celebrado por Dildar Begum, la esposa del Emperador Babur y madrastra de Humayun. En aquel entonces, Humayun se encontraba en el exilio después de su éxodo de Delhi, como consecuencia del levantamiento de Sher Shah Suri, quien ambicionaba restaurar el Sultanato de Delhi.
Cuando comenzaron las negociaciones de matrimonio de Hamida con Humayun, Haimida y Hindal se megaron de forma vehemente a la propuesta de matrimonio, ya que ambos estaban enamorados el uno del otro. Gulbadan Begum, en su obra Humayun-nama, señala que Hamida solía frecuentar el palacio de Hindal y organizaba fiestas junto a su madre, Dildar Begum.
Inicialmente, Hamida se negó a conocer a Humayun aunque, después de 40 días, y de la insistencia de Dildar Begum. Ella aceptó el compromiso.

## Matrimonio
El matrimonio tuvo lugar en un día escogido por Humayun, un ávido astrólogo, quien decidió que sería un lunes en septiembre de 1541, en Patr. Hamida se convirtió en su segunda esposa, después de Bega Begum (quien más tarde sería conocida como Hajji Begum, después de realizar el Hajj), quien era su primera esposa y Señora del harén imperial. Hamida Banu Begum también es conocida como Maryam Makani. Este matrimonio devenía políticamente beneficioso para Humayun, ya que consiguió ayuda de los clanes chiitas durante la guerra.
Dos años más tarde, después de un peligroso viaje a través del desierto, el 22 de agosto de 1542, ella y Humayun alcanzaron la ciudad de Umerkot, gobernada por Rana Prasad, un Rajput, en un pequeño oasis del desierto y este les dio asilo. Dos meses más tarde nacía el futuro emperador Akbar.

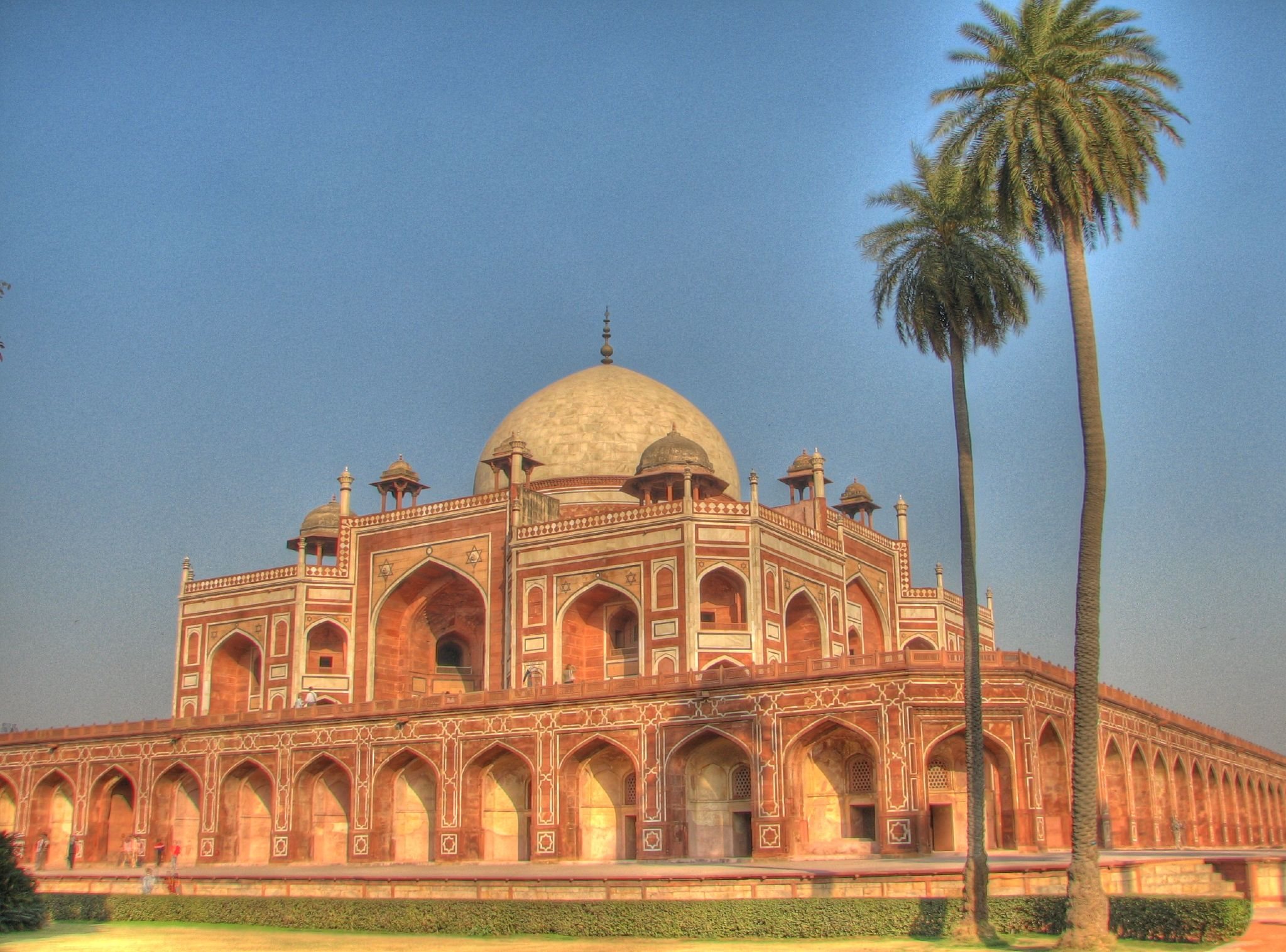
La Tumba de Humayun, donde Hamida Banu Begum fue sepultada después de su muerte.

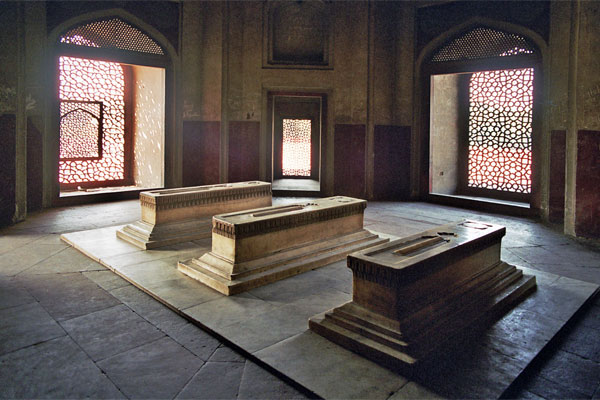
Cenotafio de Hamida Banu Begum junto al de Dara Shikoh y otros, en un lado de la Tumba de Humayun, en Delhi.

En los años venideros, ella tuvo que pasar numerosos duros momentos para seguir al lado de su marido, quien seguía en su exilio. A principios de diciembre, ella y su bebé recién nacido tuvieron que acampar en Jün, después de viajar a través del desierto durante 10 o 12 días. En 1543, realizaron un viaje muy peligroso a Sind, con el objetivo de alcanzar Kandahar, "viajando por el desierto y sin agua", dejando a su hijo para acompañar a su marido a Persia. En 1544, en un campamento en Sabzawar, a 93 millas al sur de Herat, ella dio a luz una hija. No fue hasta noviembre de 1545 que regresó al lado de su hijo Akbar y, 3 años más tarde, Ella y sus hijos acompañaron a Humayun en su viaje a Kabul.

## Emperatriz mogola
Durante el reinado de Akbar, se tiene constancia de muchos casos donde las señoras reales interfirieron en asuntos del tribunal para pedir clemencia para algún mallhechor. Aunque Hamida solo intervino una vez, sus súplicas, para que indultara a un suní de Lahore que había matado a un Chií, fueron desoídas por su hijo Akbar.

## Emperatriz viuda
En noviembre de 1554, cuando Humayun reconquistó la India, ella se quedó atrás residiendo en Kabul. Aunque Humayun tomó el control de Delhi, en 1555, un año más tarde el emperador falleció al caer por las escaleras de su biblioteca del Palacio de Purana Qila, en Delhi, a la edad de 47 años, dejando a un heredero de 13 años, Akbar, quien se convertiría en uno de los emperadores más grandes del Imperio mogol. Hamida abandonó Kabul para reunirse con su hijo, en 1557, quedándose a vivir con él. Ella intervino en política en varias ocasiones, sus intervenciones políticas más notables fueron las realizadas durante la regencia del ministro mogol, Bairam Khan, cuando su hijo cumplió la mayoría de edad en 1560.

## Muerte y consecuencias
Hamida fue sepultada en la Tumba de Humayun, después de fallecer el 29 de agosto de 1604 en Agra, justo un año antes de la muerte de su hijo Akbar, y casi 50 años después de la muerte del emperador Humayun. Su hijo siempre la tuvo en muy alta estima, como el viajero inglés Thomas Coryat recordó, vio a Akbar llevando su palanquín a través del río, durante uno de sus viajes de Lahore a Agra. Más tarde, cuando Jahangir se rebeló contra su padre, Akbar, ella pidió clemencia para su nieto y consiguió que ambos se reconciliaran. Akbar se afeitó la cabeza y la barba sólo en dos ocasiones: la primera cuando murió su nodriza Jiji Anga y, la segunda, cuando falleció su madre.
Se le otorgó el título póstumo de "Maryam Makani" ("Morando con María"), ya que su hijo la consideraba un símbolo de inocencia. Los detalles de su vida se encuentran relatados en la crónica Humayun Nama, redactada por Gulbadan Begum (hermana de Humayun), así como en las crónicas Akbarnama y Ain-i-Akbari, redactadas durante el reinado de su hijo, Akbar.

## En cultura popular
En la película india Jodhaa Akbar, dirigida por Ashutosh Gowariker, el personaje de Hamida es interpretado por Poonam Sinha. También aparece en la película hindi Humayun, dirigida por Mehoob Khan, su personaje fue interpretado por Nargis.

## Lecturas
- Humayun-Nama: The History of Humayun by Gulbadan Begum, Tr. by Annette S. Beveridge (1902). New Delhi, Goodword, 2001. ISBN 81-87570-99-7.E-book at Packard Institute Excerpts at Columbia Univ.